# Mugur

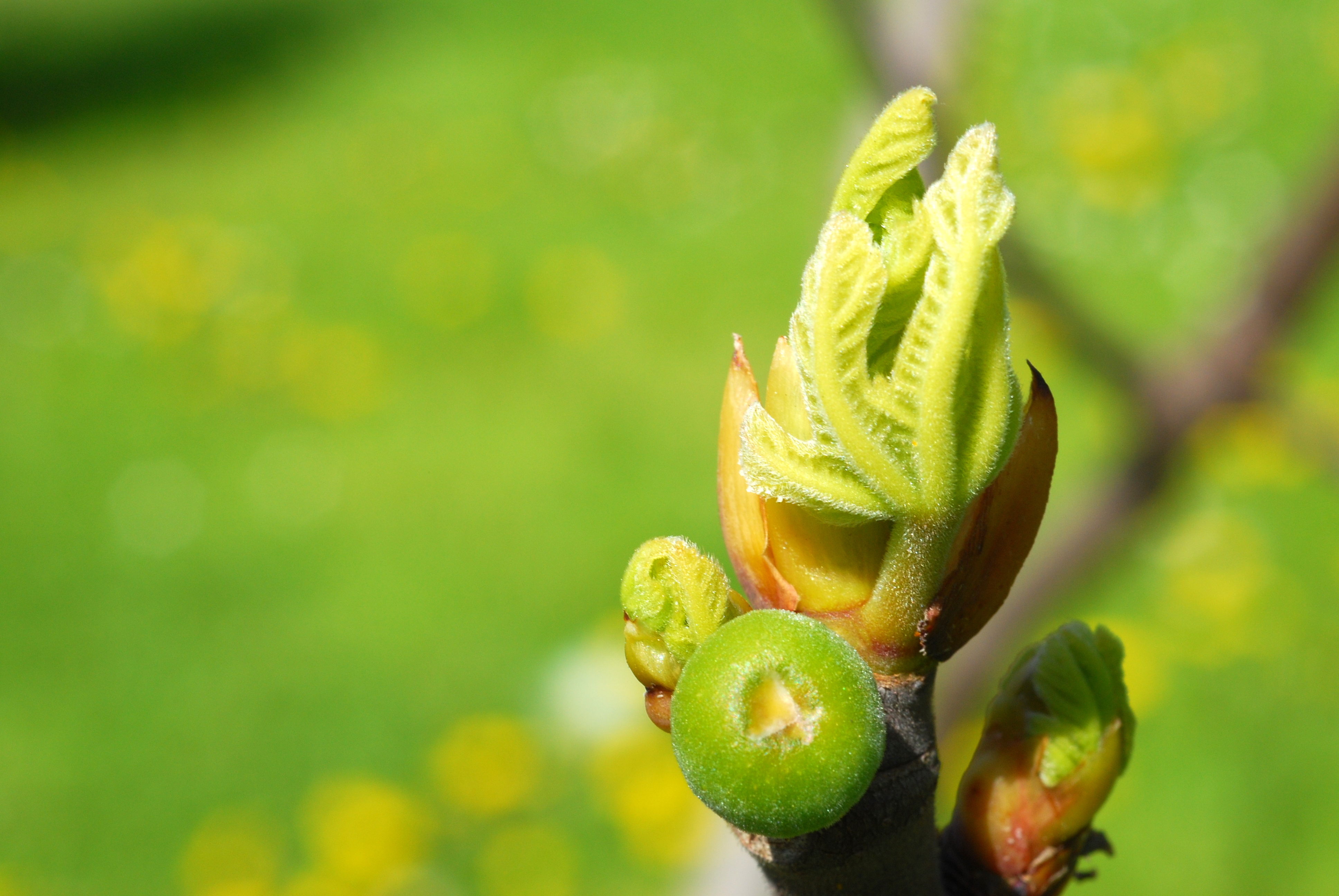
Muguri de smochin

Mugurii sunt lăstari scurți cu noduri foarte dese, protejate la exterior de frunze modificate numite catafile. Mugurii se dezvoltă din țesutul meristematic. În zonele cu climă temperată, copacii au muguri latenți, rezistenți la îngheț, pregătindu-se pentru iarnă.
Bobocii din punct de vedere organic sunt muguri florali.

## Clasificare

### După poziție
- muguri apicali (terminali)
- muguri axilari (laterali)

### După organele la care dau naștere
- foliari
- florali
- micști

### Așezarea mugurilor pe tulpina poate fi
- alternă
- opusă
- verticilată

1. ↑  Enciclopedia Universală Britannica, vol. 11, MP3 - Pasadena. Litera. 2010. p. 7.